# Calosota qilianshanensis
Calosota qilianshanensis är en stekelart som beskrevs av Yang 1996. Calosota qilianshanensis ingår i släktet Calosota och familjen hoppglanssteklar. Inga underarter finns listade.